# Cratere Kollado
Kollado  è un cratere sulla superficie di Venere.